# Liste der Lieder von Anton Bruckner
Anton Bruckner komponierte im Laufe seines Lebens etwa 20 Lieder, das früheste um 1845, das letzte 1882. Die meisten Lieder entstanden während seines Aufenthalts im Stift St. Florian (1845–1855) und seines Unterrichts bei Otto Kitzler (1861–1862).

## St. Florian und frühe Linzer Zeit
Während seines Aufenthalts im Stift St. Florian und in Linz vor Kitlers Unterricht fertigte Bruckner Skizzen für zwei Lieder an und komponierte drei Lieder.
Zu Beginn seines Aufenthaltes in St. Florian fertigte Bruckner Skizzen für zwei Lieder an:
- Mild wie die Bäche, WAB 138, eine 31-Takte-Skizze, die in ca. 1845 für ein Lied in As-Dur nach einem Text von Ernst Marinelli angefertigt wurde. Die Handschrift, in der die Klavierbegleitung unvollständig ist, wird im Archiv des Stifts St. Florian aufbewahrt.[3][4] Dieser Liedentwurf, von dem ein Faksimile erstmals in Band II/2, S. 59–60  der Göllerich/Auer-Biografie veröffentlicht wurde,[3] ist herausgegeben in Band XXIII/1,  Liedentwürfe, der Gesamtausgabe.[5]
- Wie des Bächleins Silberquelle, WAB 84.1, eine 60-taktige Skizze in ca. 1845 für ein Duett für zwei Sopranistinnen in G-Dur nach demselben Text wie Ständchen, WAB 84.2[6] (Sämtliche Werke, Band XXIII/2, Nr. 3).[5] Der erste Teil (Takte 1-56) der Handschrift mit unvollständiger Klavierbegleitung befindet sich im Archiv des Stifts St. Florian, der Rest mit den Takten 57-60 befindet sich im Stadtmuseum Wels.[7][8] Dieser Liedentwurf, von dem ein Faksimile des ersten Teils erstmals in Band II/2, S. 65–66, der Göllerich/Auer-Biografie veröffentlicht wurde,[7] ist in Band XXIII/1 der Gesamtausgabe  Liedentwürfe herausgegeben.[5]

Danach komponierte Bruckner drei Lieder:
- Der Mondabend, WAB 200, ein 12-taktiges Lied in A-Dur nach einem Text von Johann Gottfried Kumpf, komponiert in ca. 1850 für Aloisia Bogner[9][10][11] Das Lied ist Teil des Hefts Lieder für eine Singstimme mit Clavier-Begleitung für Fräulein Louise Bogner,  die im Landesmuseum Oberösterreich gefunden wurde. Das Heft wurde 2015 vom Anton Bruckner Institut Linz herausgegeben.[12]
- Frühlingslied, WAB 68, ein 24-taktiges Lied in A-Dur, komponiert 1851 für den Namenstag von Aloisia Bogner[9] nach einem Text von Heinrich Heine.[13] Das Lied ist in Band XXIII/1, Nr. 1, der Gesamtausgabe herausgegeben.[5]
- Wie bist du, Frühling, gut und treu, WAB 58, ein 102-taktiges Lied in G-Dur, komponiert 1856 auf fünf Strophen von Oskar von Redwitz Amaranths Waldeslieder.[14] Das Lied ist in Band XXIII/1, No. 2,  of the Gesamtausgabe herausgegeben.[5]

## Während Kitzlers Unterricht
Die Lieder und Skizzen, die Bruckner 1861–1862 als Übungen während der Kitzlers Unterricht, finden sich im Kitzler-Studienbuch:
- O habt die Thräne gern (1. Vertonung), WAB 205, ein 16-taktiges Lied in a-Moll: Kitzler-Studienbuch, S. 18–19[17]
- Nachglück (1. Vertonung), WAB 204, ein 16-taktiges Lied in C-Dur: Kitzler-Studienbuch, S. 19[18]
- Herzeleid, WAB add 232, eine 16-taktige Skizze zu einem Lied in e-Moll: Kitzler-Studienbuch, S. 20[19]
- Nachglück (2. Vertonung), WAB add 235, eine 16-taktige Skizze für ein Lied in F-Dur: Kitzler-Studienbuch, S. 21[18]
- Von der schlummernden Mutter, WAB add 206, ein 20-taktiges Lied in F-Dur: Kitzler-Studienbuch, Seite 22[20]
- Des Baches Frühlingsfeier, WAB 202, ein 22-taktiges Lied in d-Moll: Kitzler-Studienbuch, S. 23[21]
- Wie neid ich Dich, du stolzer Wald, WAB 207, ein 24-taktiges Lied in Es-Dur: Kitzler-Studienbuch, S. 24[22]
- O habt die Thräne gern (2. Vertonung), WAB add 236, eine 32-taktige Skizze für ein Lied in a-Moll: Kitzler-Studienbuch, S. 42[17]
- Last des Herzens, WAB 234, eine 32-taktige Skizze für ein Lied in Es-Dur: Kitzler-Studienbuch, S. 43[23]
- Es regnet, WAB add 231, eine 24-taktige Skizze für ein Lied in e-Moll: Kitzler-Studienbuch, S. 46–47[24]
- Wunsch, WAB add 238, eine 32-taktige Skizze zu einem Lied: Kitzler-Studienbuch, S. 47–48[25]
- Der Trompeter an der Katzbach, WAB 201, ein 90-taktiges Lied in f-Moll nach einem Text von Julius Mosen: Kitzler-Studienbuch, S. 207–213[26]

## Nach Kitzlers Unterricht
Nach dem Ende von Kitzlers Unterricht komponierte Bruckner während seines späteren Aufenthalts in Linz und in Wien vier weitere Lieder:
- Herbstkummer, WAB 72, ein 62-taktiges Lied in e-Moll, komponiert im April 1864 nach einem Text von „Ernst“.[2]
- Im April (In April), WAB 75, a 73-taktiges Lied in As-Dur, komponiert ca. 1865 nach einem Text von Emanuel Geibel.[2]
- Mein Herz und deine Stimme, WAB 79, ein 60-taktiges Lied in A-Dur, komponiert 1868 nach einem Text von August von Platen.[2]
- Volkslied, WAB 94, eine 34-taktige Komposition in C-Dur, komponiert 1882 nach einem Text von Josef Winter – sowie eine zweite Vertonung davon für Männerchor (Gesamtausgabe, Band XXIII/2, Nr. 32),[5] für einen Wettbewerb für eines sangbares Nationallied.[27][28]

Diese Lieder sind in Band XXIII/1, Nr. 3 bis 6, der Gesamtausgabe herausgegeben.

## Diskografie
Sechs Aufnahmen enthalten Bruckners Lieder:
- Marie Luise Bart-Larsson (Sopran), Gernot Martzy (Klavier), Kammermusikalische Kostbarkeiten von Anton Bruckner – CD Weinberg Records SW 01 036–2, 1996: Herbstkummer und Mein Herz und deine Stimme
- Robert Holzer (Bass), Thomas Kerbl (Klavier), Anton Bruckner - Lieder/Magnificat – CD LIVA 046, 2011: die Lieder der Band XXIII/1 der Gesamtausgabe, mit Ausnahme des Volksliedes. Neuauflage als Anton Bruckner - Lieder, Chöre, Magnificat – CD Gramola 99071, 2015, mit darüber hinaus die zwischenzeitlich abgerufenen Der Mondabend.
NB: Die Lieder sind transponiert in Anlehnung an Holzers Tessitura. Vier der Lieder sind auch auf YouTube zu hören: Frühlingslied, Wie bist du, Frühling, gut und treu, Mein Herz und deine Stimme und Im April
- Ulf Bästlein (Bariton), Sascha El Mouissi (Klavier), Ich blick’ in mein Herz und ich blick' in die Welt - CD Gramola 99136, 2017: Im April
- Elisabeth Wimmer (Sopran), Daniel Linton-France (Klavier):
  - Böck liest Bruckner I (3. Oktober 2018) – CD Gramola 99195, 2019: Frühlingslied, Amaranths Waldeslieder and Mein Herz und deine Stimme. NB: Außerdem wird Bruckners Der Mondabend mit Schuberts Der Mondabend, D.141 verglichen.
  - Böck liest Bruckner II (5. Oktober 2019) – CD Gramola 99237, 2020: Herbstkummer, Im April, und zwei Lieder aus dem Kitzler-Studienbuch: O habt die Thräne gern, WAB 205 and Vor der schlummernden Mutter, WAB 206
- Günther Groissböck (Bass), Malcolm Martineau (Klavier) - Männerliebe und Leben – CD Gramola 99294, 2024: Herbstkummer, WAB 72, Im April, WAB 75 und Mein Herz und deine Stimme, WAB 79